# Via del Plebiscito
De Via del Plebiscito is een straat in de Italiaanse hoofdstad Rome. De Via del Plebiscito verbindt de Corso Vittorio Emanuele II met de Piazza Venezia en kruist met de Via degli Astalli.
Via del Plebiscito betekent letterlijk vertaald "Straat van de Volksstemming" en herinnert aan de historische "plebiscito" van 2 oktober 1870. Het tijdelijk bestuur van Rome organiseerde deze volksraadpleging over de aansluiting van Rome bij het Koninkrijk Italië van Vittorio Emanuele II.
Tot 1870 heette deze straat Via del Gėsu, naar de Chiesa del Gesù die op de hoek met de Piazze del Gesù staat. De straat maakte deel uit van de Via Papalis, de weg van de Sint-Pietersbasiliek naar de Sint-Jan van Lateranen, die voor pauselijke processies werd gebruikt.

## Gebouwen
De ongeveer 250 meter lange Via del Plebiscito wordt gedomineerd door vijf monumentale gebouwen. Aan de noordelijke zijde staat ten westen van de Via degli Astalli de Palazzo Altieri. Ten oosten hiervan staan de Palazzo Gottifredi Grazioli en de Palazzo Doria Pamphilj, met de Galleria Doria Pamphilj op de hoek met het Piazza Venezia.
Aan de andere kant van de straat ligt de noordelijke zijde van de Chiesa del Gesù, met de Piazza del Gesù. Ten oosten van de Via degli Astalli ligt de noordelijke zijde van de Palazzo Venezia.